# David Dunn
David John Ian Dunn (født 27. december 1979 i Great Harwood, England) er en engelsk tidligere fodboldspiller, der spillede som midtbanespiller. Han spillede størstedelen af sin karriere hos Blackburn, men var også tilknyttet Birmingham og Oldham.

## Klubkarriere
Dunn startede sin seniorkarriere i 1997 hos Blackburn Rovers, som han i første omgang spillede for frem til 2003, og blandt andet var med til at føre frem til triumf i Liga Cuppen i 2002. Hans debutopgør var en kamp mod Everton den 26. september 1998. 
I sommeren 2003 blev Dunn solgt for 5,5 millioner britiske pund til Birmingham City, som han debuterede for den 16. august 2003 i en kamp mod Tottenham. Han blev dog ramt af flere langvarige skader, og spillede stort set ikke fodbold i hele 2005.
I januar 2007 blev Dunn solgt tilbage til Blackburn, og gjorde sit comeback for holdet den 3. februar samme år i en kamp mod Sheffield United.

## Landshold
Dunn nåede at spille en enkelt kamp for det engelske landshold, som han repræsenterede i september 2002 i en kamp mod Portugal.

## Titler
Liga Cup
- 2002 med Blackburn Rovers